# Teddy Sinclair
Natalia Noemi "Teddy" Sinclair (Bradford, West Yorkshine, 15 de agosto de 1986), nascida Natalia Noemi Cappuccini, é uma cantora, compositora e atriz britânica. Ela ficou famosa mundialmente ao assinar artisticamente seus trabalhos como Natalia Kills, onde lançou dois álbuns de estúdio, Perfectionist (2011) e Trouble (2013), através da Interscope Records.
Durante sua carreira com o nome artístico antigo, Teddy colecionou várias canções de sucesso, como "Mirrors", "Wonderland", "Free", "Kill My Boyfriend", "Problem" e "Saturday Night". Em 2015, ela anunciou sua mudança de nome artístico para Teddy Sinclair após se envolver em uma polêmica um ano antes durante sua passagem como jurada do The X Factor da Nova Zelândia, quando ela e seu marido Willy Moon humilharam o participante Joe Irvine ao vivo. Em 2016, ela e seu marido fundaram a banda Cruel Youth, que segue em atividade até hoje.

## Biografia e carreira

### 1986–2009: Início de vida e começo de carreira
Natalia Noemi Cappuccini nasceu em 15 de agosto de 1986 em Bradford, West Yorkshire, Inglaterra. Filha do jamaicano Edward Fisher e da uruguaia Noemi Keery-Fisher, mudou-se aos quatorze anos para Londres, onde começou a atuar. Interpretou a personagem Sima na série de comédia All About Me, da BBC, e participou na radionovela The Archers. Em 2003, assinou um contrato com a gravadora Adventures in Music sob o nome artístico Verbalicious e lançou o seu primeiro single, "Don't Play Nice", em 2005, que atingiu o número onze na tabela UK Singles Chart. Mais tarde, a companhia musical faliu. Em 2008, ela lançou uma colaboração com o DJ e produtor francês M. Pokora, "They Talk Shit About Me". O vídeo musical foi dirigido por Guillaume Doubet, que futuramente iria dirigir os futuros clipes de sua carreira. Durante este período, Teddy enfrentou uma fase conturbada ao ser roubada por um ex-empresário e por viver em hotéis. Depois, ela decidiu se mudar para Los Angeles, Estados Unidos, para tentar seguir com sua carreira, quando após várias negociações, ela foi apresentada ao cantor e produtor Will.i.am após ouvir sua demo. Em janeiro de 2009, Teddy assinou com sua gravadora, Will.i.am Music Group, e posteriormente, com a Cherrytree Records, subdivisão da Interscope Records. Nessa época, adotou o nome artístico de Natalia Kills.

### 2010–2014:Perfectionist, parcerias musicais eTrouble
Em 15 de março de 2011, Teddy lançou seu álbum de estreia Perfectionist. O primeiro single, "Mirrors", alcançou o topo das paradas de países como Áustria, Alemanha e Polónia, além de ter atingido o número três na parada americana Dance Club Songs da Billboard, junto com o Reino Unido. O vídeo musical dirigido por Doubet é dividido em três atos: "Vanity", "Control" e "Sex", e apresenta temas como sadomasoquismo. Posteriormente, o álbum gerou mais três singles, "Wonderland", "Free", em parceria como Will.i.am, e "Kill My Boyfriend".
Entre 2010 e 2011, Teddy foi convidada para abrir shows para cantores como Kelis, Robyn, Kesha e The Black Eyed Peas, em destaque, quando Teddy veio ao Brasil pela primeira vez para abrir o show de São Paulo da California Dreams Tour da Katy Perry. Teddy também fez participações nas canções "Champagne Showers" do duo eletrônico LMFAO e "Lights Out (Go Crazy)", do DJ Junior Caldera.
Em setembro de 2012, Teddy anunciou seu segundo álbum de estúdio, Trouble, com o lançamento do single promocional "Controversy". Em março de 2013, "Problem" foi lançada como primeiro single oficial, sendo sucedido por "Saturday Night" e a faixa-título, lançada como remix com a cantora Peaches. O álbum foi lançado mundialmente em 3 de setembro de 2013. Em 23 de maio de 2014, Teddy se casa em Nova Iorque como o músico neozelandês Willy Moon.

## Controvérsia noThe X Factor
Em 2014, foi anunciado que Teddy e seu marido Willy seriam jurados da segunda temporada da edição neozelandesa do programa de talentos The X Factor. Durante o primeiro show ao vivo, Teddy fez humilhações e críticas ao participante Joe Irvine, após sua performance de "Cry Me a River", de Justin Timberlake. Teddy descreveu o participante como "cafona" e "nojento", após acusar o jovem de copiar o estilo de seu marido. Embora Irvine não parecesse se incomodar com os insultos, os comentários levaram a uma condenação generalizada nas redes sociais, incluindo uma petição para que Teddy e Willy fossem demitidos do programa, que acabou recebendo mais de 70 000 assinaturas em 24 horas. Os patrocinadores do programa, o dono da franquia e os juízes Melanie Blatt e Stan Walker também expressaram desaprovação do incidente, e Willy e Teddy foram demitidos do programa no dia seguinte. Teddy foi substituída por Natalie Bassingthwaighth, uma ex-jurada da versão australiana do programa, enquanto Willy foi substituído por Shelton Woolright.
Depois de ser demitida do The X Factor, foi revelado na mídia que Teddy havia deixado sua gravadora, Cherrytree Records, pouco antes de aparecer no programa. Teddy confirmou em entrevista para a Billboard que, embora ela não tivesse mais contrato com a Cherrytree, ela ainda estava com a Interscope Records, embora mais tarde ela também deixou a gravadora.

### 2015–presente: Carreira após incidente
Após o incidente, em 2015, ela anunciou que iria abandonar o nome Natalia Kills e passaria a assinar seu trabalhos como Teddy Sinclair, uma combinação de seu nome de batismo com o sobrenome de seu marido. Em 2016, Teddy e seu marido formaram a banda Cruel Youth, onde lançaram o extended play +30mg, em setembro do mesmo ano. Teddy também decidiu investir como compositora para outros artistas, onde compôs as canções "Holy Water, da Madonna, e "Kiss It Better", da Rihanna, onde recebeu uma indicação ao Grammy em 2017 por "melhor canção de R&B".

## Filmografia
| Ano  | Título            | Personagem     | Notas                    |
| ---- | ----------------- | -------------- | ------------------------ |
| 1995 | New Voices        | Pearl          | Série de TV, 1 episódio  |
| 2003 | All About Me      | Sima           | Série de TV              |
| 2003 | Casualty          | Samina Khan    | Série de TV, 1 episódio  |
| 2003 | Coronation Street | Laura Mangen   | Série de TV, 2 episódios |
| 2004 | Doctors           | Hazel Perry    | Série de TV, 1 episódio  |
| 2004 | Blue Murder       | Anisa Khan     | Série de TV, 1 episódio  |
| 2005 | No Angels         | Sujata         | Série de TV, 1 episódio  |
| 2006 | Silent Witness    | Kelly Wetherby | Série de TV, 1 episódio  |
| 2006 | Tripping Over     | Julie          | Série de TV, 2 episódios |
| 2007 | Cape Wrath        | Kerry          | Série de TV, 1 episódio  |

## Discografia

### Álbuns de estúdio
| Detalhes do álbum | Melhores posições atingidas | Melhores posições atingidas | Melhores posições atingidas | Melhores posições atingidas | Melhores posições atingidas |
| Detalhes do álbum | ALE                         | AUT                         | CAN                         | EUA                         | SUI                         |
| --- | --------------------------- | --------------------------- | --------------------------- | --------------------------- | --------------------------- |
| Perfectionist - Lançamento: 15 de março de 2011 - Gravadora(s): will.i.am, Cherrytree, Kon Live, Interscope - Formato(s): CD, download digital | 50                          | 35                          | 36                          | 134                         | 94                          |
| Trouble - Lançamento: 03 de setembro de 2013 - Gravadora(s): will.i.am, Cherrytree, Interscope - Formato(s): CD, download digital              | —                           | —                           | —                           | 70                          | —                           |

### Extended plays(EP)
| Título      | Detalhes do álbum                                                                               |
| ----------- | ----------------------------------------------------------------------------------------------- |
| Womannequin | - Lançamento: 9 de outubro de 2008 - Gravadora (s): Independente - Formato(s): Download digital |
| +30mg       | - Lançamento: 16 de setembro de 2016 - Gravadora: Disgrace - Formatos: download digital         |

### Singles
| Ano  | Obra                                                                       | Melhores posições atingidas | Melhores posições atingidas | Melhores posições atingidas | Melhores posições atingidas | Melhores posições atingidas | Álbum                  |
| Ano  | Obra                                                                       | ALE                         | AUT                         | CAN                         | BR                          | SUI                         | Álbum                  |
| ---- | -------------------------------------------------------------------------- | --------------------------- | --------------------------- | --------------------------- | --------------------------- | --------------------------- | ---------------------- |
| 2011 | "Mirrors"                                                                  | 10                          | 7                           | 46                          | 130                         | 52                          | Perfectionist          |
| 2011 | "Wonderland"                                                               | 45                          | 55                          | —                           | —                           | —                           | Perfectionist          |
| 2011 | "Free" (com will.i.am)                                                     | 17                          | 4                           | —                           | —                           |                             | Perfectionist          |
| 2012 | "Kill My Boyfriend"                                                        | —                           | —                           | —                           | —                           | —                           | Perfectionist          |
| 2013 | "Problem"                                                                  | —                           | —                           | —                           | 109                         | —                           | Trouble                |
| 2013 | ''Sartuday Night''                                                         | —                           | —                           | —                           | —                           |                             | Trouble                |
| 2014 | "Trouble (Remix)" (com Peaches)                                            | —                           | —                           | —                           | —                           | —                           | Trouble                |
| 2017 | "Birds" (como The Powder Room)                                             | —                           | —                           | —                           | —                           | —                           | Sem nenhum álbum       |
| 2018 | "My Way" (como The Powder Room)                                            | —                           | —                           | —                           | —                           | —                           | Sem nenhum álbum       |
| 2018 | "I Want It Now" (como The Powder Room)                                     | —                           | —                           | —                           | —                           | —                           | Sem nenhum álbum       |
| 2019 | "Till I See You Again" (como The Powder Room)                              | —                           | —                           | —                           | —                           | —                           | Sem nenhum álbum       |
| 2020 | "Isn't This A Lovely Day (To Be Caught In The Rain)?(como The Powder Room) | —                           | —                           | —                           | —                           | —                           | Cover de Irving Berlin |

### Como artista convidada
| "They Talk Shit About Me" (M. Pokora com Verse[c])                                    | 2008 | —  | — | —  | —  | 3  | —  | —  | —  | —  | —  | — |                                           | MP3                     |
| "2 Is Better" (Far East Movement & Ya Boy featuring Natalia Kills)                    | 2010 | —  | — | —  | —  | —  | —  | —  | —  | —  | —  | — |                                           | Free Wired              |
| "Champagne Showers" (LMFAO com Natalia Kills)                                         | 2011 | 32 | 9 | 18 | 23 | 32 | 53 | 41 | 15 | 81 | 56 | 4 | - AUS: 3× Platina - CAN: Ouro - SUI: Ouro | Sorry for Party Rocking |
| "You Can't Get In My Head (If You Don't Get In My Bed)" (DJ Tatana com Natalia Kills) | 2012 | —  | — | —  | —  | —  | —  | —  | —  | —  | —  | — |                                           | Heart                   |
| "Lights Out (Go Crazy)" (Junior Caldera com Natalia Kills e Far East Movement)        | 2012 | —  | — | —  | —  | —  | 85 | —  | —  | —  | —  | — |                                           | Dirty Bass              |
| "—" lançamentos que não entraram nas paradas ou não foram lançados nesse local        |      |    |   |    |    |    |    |    |    |    |    |   |                                           |                         |

## Singles promocionais
| Título              | Ano  | Álbum              |
| ------------------- | ---- | ------------------ |
| "Activate My Heart" | 2009 | Single promocional |
| "Controversy"       | 2012 | Trouble            |
| "Outta Time"        | 2013 | Trouble            |

## Vídeos musicais
| Title                                                  | Diretor(s)       | Ano  | Notas                                     |
| ------------------------------------------------------ | ---------------- | ---- | ----------------------------------------- |
| "Don't Play Nice"                                      | —                | 2005 | —                                         |
| "They Talk Shit About Me"                              | —                | 2008 | Como parceria; vídeo de M. Pokora         |
| "Real Woman"                                           | —                | 2008 | —                                         |
| "Zombie"                                               | Guillaume Doubet | 2010 | —                                         |
| "Mirrors"                                              | Guillaume Doubet | 2010 | —                                         |
| "Activate My Heart"                                    | Guillaume Doubet | 2010 | —                                         |
| "Champagne Showers"                                    | Mickey Finnegan  | 2011 | Como parceria; vídeo de LMFAO             |
| "Wonderland"                                           | Guillaume Doubet | 2011 | —                                         |
| "Free"                                                 | —                | 2011 | —                                         |
| "Free" (Panasonic Version)                             | Guillaume Doubet | 2011 | —                                         |
| "Kill My Boyfriend"                                    | Guillaume Doubet | 2012 | —                                         |
| "2 Is Better"                                          | Guillaume Doubet | 2012 | Como parceria; vídeo de Far East Movement |
| "You Can't Get In My Head (If You Don't Get In My Bed) | Kenneth Cappello | 2012 | Como parceria; vídeo de DJ Tatana         |
| "Controversy"                                          | —                | 2013 | —                                         |
| "Problem"                                              | Guillaume Doubet | 2013 | —                                         |
| "Saturday Night"                                       | Guillaume Doubet | 2013 | —                                         |
| "Outta Time" (Lyric Video)                             | Natalia Kills    | 2013 | —                                         |
| "Trouble"                                              | Emile Rafael     | 2014 | —                                         |
| "Mr. Watson"                                           | Asha Fuller      | 2016 | —                                         |
| "Diamond Days"                                         | Asha Fuller      | 2016 | —                                         |